# Hesperoptenus tickelli
Hesperoptenus tickelli is een zoogdier uit de familie van de gladneuzen (Vespertilionidae). De wetenschappelijke naam van de soort werd voor het eerst geldig gepubliceerd door Blyth in 1851.

## Voorkomen
De soort komt voor in India, Sri Lanka, Nepal, Bhutan, Birma, Cambodja, Laos, Thailand en mogelijk het zuidwesten van China.